# Augusta Murray
Augusta Murray, född 1768, död 1830, var 1793-94 illegalt gift med Prins August Fredrik, hertig av Sussex. Hon var därefter hans sambo fram till 1801.
Barn: 
- Augustus Frederick d'Este (13 januari 1794 — 28 december 1848)
- Augusta Emma d'Este, senare Lady Truro (11 augusti 1801 – 21 maj 1866)

Augusta Murray var dotter till John Murray, 4:e earl av Dunmore och Lady Charlotte Stewart. Hon gifte sig med August Fredrik i en hemlig ceremoni vid engelska kyrkan i Rom 1793 och sedan ännu en gång i London 1793; paret vigdes under namn som var deras men inte avslöjade deras identitet. 
Äktenskapet var ogiltigt enligt Royal Marriages Act 1772 och annullerades 1794, men paret fortsatte att leva med varandra fram till år 1801. Augusta Murray fick därefter underhåll, vårdnaden om barnen och tillstånd att använda namnet D'Ameland.